# Колосов Сергій Афанасійович
Сергій Афанасійович Колосов (біл. Сяргей Афанасьевіч Коласаў; нар. 22 травня 1986, м. Новополоцьк, СРСР) — білоруський хокеїст, захисник. Виступає за «Німан» (Гродно) у Білоруській Екстралізі.
Виступав за «Юність» (Мінськ), «Динамо» (Мінськ), «Сідар-Рапідс РафРейдерс» (ХЛСШ), «Гранд-Рапідс Гріффінс» (АХЛ).
У складі національної збірної Білорусі провів 23 матчі (2 передачі); учасник зимових Олімпійських ігор 2010, учасник чемпіонатів світу 2008, 2010 і 2011. У складі молодіжної збірної Білорусі учасник чемпіонатів світу 2004 (дивізіон I), 2005 і 2006 (дивізіон I). У складі юніорської збірної Білорусі учасник чемпіонатів світу 2003 і 2004.